# Strade Bianche féminines 2018
La 4e édition des Strade Bianche féminines a lieu le 3 mars 2018. C'est la première manche de l'UCI World Tour féminin.  Elle est remportée par la Néerlandaise Anna van der Breggen.

## Équipes
| Équipes féminines professionnelles (24)- Alé Cipollini - Aromitalia Vaiano - Astana Women's - Bepink - Boels Dolmans - BTC City Ljubljana - Canyon-SRAM Racing - Cervélo Bigla - Cylance - Still Bike Team A.S. Dilettantistica - FDJ-Nouvelle Aquitaine-Futuroscope - Hitec Products-Birk Sport - Lotto Soudal Ladies - Mitchelton-Scott - Movistar Team - SC Michela Fanini - Servetto-Stradalli Cycle - Sunweb - Top Girls Fassa Bortolo - Trek-Drops - Valcar PBM - Virtu - WaowDeals - Wiggle High5 |
| |

## Parcours

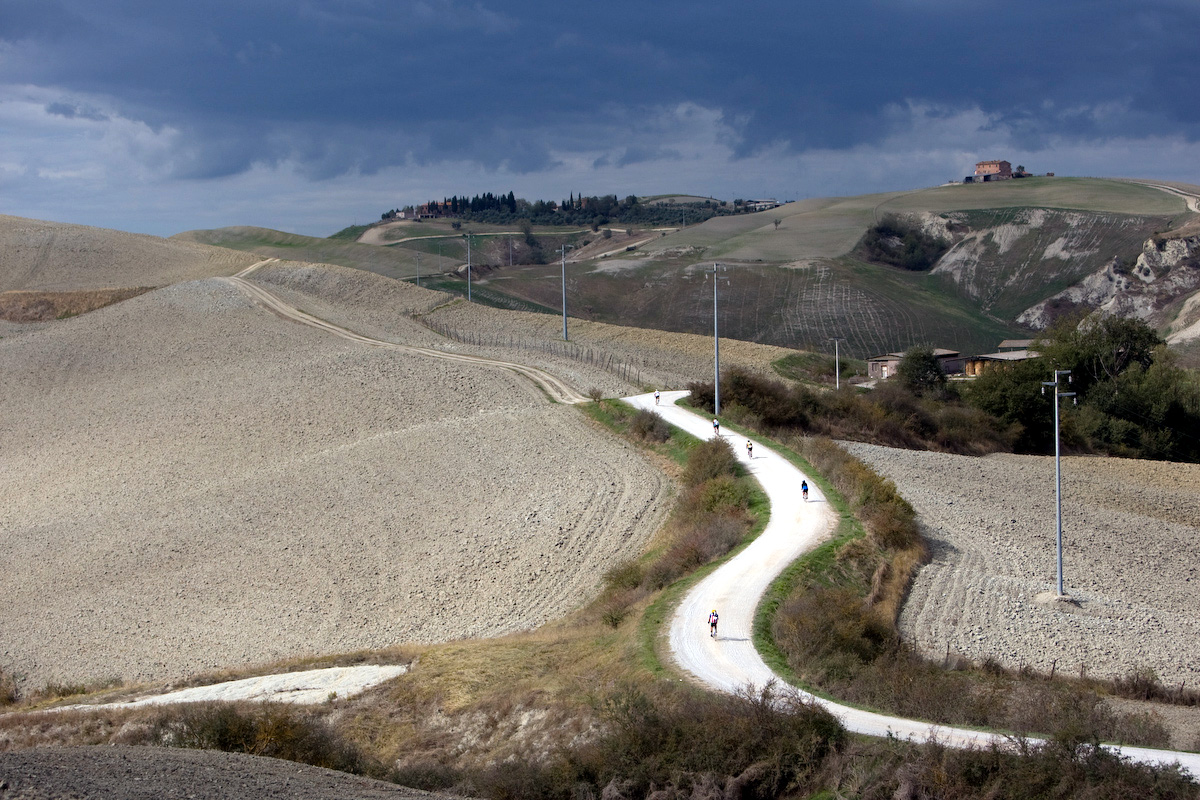
L'une des strade bianche.

La course commence et se termine à Sienne, dans le site du patrimoine mondial de l'UNESCO. La distance du parcours est portée à 136 kilomètres, tracée entièrement dans le sud de la province de Sienne en Toscane. La course est particulièrement connue pour ses routes blanches en gravier (strade bianche ou sterrati).
La course se déroule sur le terrain accidenté de la région rurale du Chianti et comprend huit secteurs de chemin en gravier. Le premier secteur se trouve seulement 17 km après le départ. Tous les secteurs sont communs avec les hommes. Le secteurs le plus long et le plus difficiles est celui de Lucignano (9,5 km). Le dernier tronçon de strade bianche est à 12 km de l'arrivée à Sienne,. la course se termine sur la célèbre Piazza del Campo de Sienne, après une montée étroite et pavée sur la Via Santa Caterina au cœur de la cité médiévale, avec des passages escarpés atteignant jusqu'à 16 % de pente maximale,.
Huit strade bianche sont au programme de cette édition :
| Secteur | Nom                   | Position                         | Longueur | Difficulté |
| ------- | --------------------- | -------------------------------- | -------- | ---------- |
| 1       | Vidritta              | entre le km 17,6 et le km 19,7   | 2 100 m  | 01         |
| 2       | Bagnaia               | entre le km 25 et le km 30,8     | 5 800 m  | 01         |
| 3       | Radi                  | entre le km 36,9 et le km 41,3   | 4 400 m  | 03         |
| 4       | Commune di Murlo      | entre le km 38,5 et le km 44     | 5 500 m  | 01         |
| 5       | San Martino in Grania | entre le km 67,5 et le km 77     | 9 500 m  | 03         |
| 6       | Monteaperti           | entre le km 111,3 et le km 112,1 | 800 m    | 01         |
| 7       | Colle Pinzuto         | entre le km 116,6 et le km 119   | 2 400 m  | 04         |
| 8       | Le Tolfe              | entre le km 123,0 et le km 124,1 | 1 100 m  | 03         |

## Favorites
La vainqueur sortante Elisa Longo Borghini fait partie des favorites, tout comme la Polonaise Katarzyna Niewiadoma deuxième l'année précédente. La formation Boels Dolmans avec Anna van der Breggen, Megan Guarnier et Chantal Blaak fait figure d'épouvantail.

## Récit de la course
La pluie ponctue la course, rendant les routes blanches particulièrement boueuses. La première attaque vient de Mayuko Hagiwara, Sara Penton et Katia Ragusa. La Japonaise doit laisser partir ses deux compagnonnes d'échappée sur le premier secteur pavé. L'écart est alors d'une minute dix-sept sur le peloton. Elles sont néanmoins reprises au kilomètre trente-neuf. Au kilomètre soixante-quinze, sur le plus long secteur pavé, l'équipe Boels Dolmans se place en tête. Elisa Longo Borghini est alors victime d'une crevaison. Alena Amialiusik accélère et est suivie par Chantal Blaak et Ellen van Dijk. Leur avance monte à quarante secondes à trente-quatre kilomètres de l'arrivée. Elles sont finalement revues par le reste du peloton dans le secteur pavé numéro six. Elles sont alors environ vingt-cinq en tête. Dans le septième secteur, dit colle Pinzuto, Elena Cecchini attaque la première mais ne creuse pas l'écart. Ensuite, Katarzyna Niewiadoma et Elisa Longo Borghini passent à l'offensive. Anna van der Breggen réagit immédiatement. Sur la fin de ce secteur, les deux dernières comptent environ vingt secondes d'avance sur le peloton. L'Italienne est cependant victime d'un nouvel incident mécanique trois kilomètres plus loin et perd quelques mètres sur Anna van der Breggen. Celle-ci file alors vers la victoire. Derrière, dans le dernier secteur, Katarzyna Niewiadoma sort seule du groupe de huit poursuivantes. Elle revient sur Elisa Longo Borghini et la distance dans l'ascension finale. Elle est donc pour la troisième année consécutive deuxième,.

## Classements

### Classement final
| \| Classement général \| Classement général \| Classement général \| Classement général \| Classement général \| \| Coureuse \| Coureuse \| Pays \| Équipe \| Temps \| \| ------------------ \| --------------------- \| ------------------ \| ------------------ \| ------------------ \| \| 1re \| Anna van der Breggen \| Pays-Bas \| Boels Dolmans \| 4 h 10 min 48 s \| \| 2e \| Katarzyna Niewiadoma \| Pologne \| Canyon-SRAM Racing \| + 49 s \| \| 3e \| Elisa Longo Borghini \| Italie \| Wiggle High5 \| + 59 s \| \| 4e \| Chantal Blaak \| Pays-Bas \| Boels Dolmans \| + 1 min 32 s \| \| 5e \| Lucy Kennedy \| Australie \| Mitchelton-Scott \| + 1 min 32 s \| \| 6e \| Janneke Ensing \| Pays-Bas \| Alé Cipollini \| + 1 min 37 s \| \| 7e \| Amanda Spratt \| Australie \| Mitchelton-Scott \| + 1 min 41 s \| \| 8e \| Ashleigh Moolman \| Afrique du Sud \| Cervélo Bigla \| + 2 min 25 s \| \| 9e \| Ellen van Dijk \| Pays-Bas \| Sunweb \| + 2 min 36 s \| \| 10e \| Cecilie Uttrup Ludwig \| Danemark \| Cervélo Bigla \| + 2 min 50 s \| |                       |                |                    |                 |
| |                       |                |                    |                 |
| Source : ProCyclingStats |                       |                |                    |                 |
| Classement général |                       |                |                    |                 |
| Coureuse | Coureuse              | Pays           | Équipe             | Temps           |
| 1re | Anna van der Breggen  | Pays-Bas       | Boels Dolmans      | 4 h 10 min 48 s |
| 2e | Katarzyna Niewiadoma  | Pologne        | Canyon-SRAM Racing | + 49 s          |
| 3e | Elisa Longo Borghini  | Italie         | Wiggle High5       | + 59 s          |
| 4e | Chantal Blaak         | Pays-Bas       | Boels Dolmans      | + 1 min 32 s    |
| 5e | Lucy Kennedy          | Australie      | Mitchelton-Scott   | + 1 min 32 s    |
| 6e | Janneke Ensing        | Pays-Bas       | Alé Cipollini      | + 1 min 37 s    |
| 7e | Amanda Spratt         | Australie      | Mitchelton-Scott   | + 1 min 41 s    |
| 8e | Ashleigh Moolman      | Afrique du Sud | Cervélo Bigla      | + 2 min 25 s    |
| 9e | Ellen van Dijk        | Pays-Bas       | Sunweb             | + 2 min 36 s    |
| 10e | Cecilie Uttrup Ludwig | Danemark       | Cervélo Bigla      | + 2 min 50 s    |

### UCI World Tour

#### Points attribués
| Position           | 1er | 2e  | 3e  | 4e  | 5e | 6e | 7e | 8e | 9e | 10e | 11e | 12e | 13e | 14e | 15e | 16e à 30e | 31e à 40e |
| Classement général | 200 | 150 | 125 | 100 | 85 | 70 | 60 | 50 | 40 | 35  | 30  | 25  | 20  | 15  | 10  | 5         | 3         |

| Classement par points | Classement par points | Classement par points | Classement par points | Classement par points |
| Coureuse              | Coureuse              | Pays                  | Équipe                | Points                |
| --------------------- | --------------------- | --------------------- | --------------------- | --------------------- |
| 1re                   | Anna van der Breggen  | Pays-Bas              | Boels Dolmans         | 200 pts               |
| 2e                    | Katarzyna Niewiadoma  | Pologne               | Canyon-SRAM Racing    | 150 pts               |
| 3e                    | Elisa Longo Borghini  | Italie                | Wiggle High5          | 125 pts               |
| 4e                    | Chantal Blaak         | Pays-Bas              | Boels Dolmans         | 100 pts               |
| 5e                    | Lucy Kennedy          | Australie             | Mitchelton-Scott      | 85 pts                |
| 6e                    | Janneke Ensing        | Pays-Bas              | Alé Cipollini         | 70 pts                |
| 7e                    | Amanda Spratt         | Australie             | Mitchelton-Scott      | 60 pts                |
| 8e                    | Ashleigh Moolman      | Afrique du Sud        | Cervélo Bigla         | 50 pts                |
| 9e                    | Ellen van Dijk        | Pays-Bas              | Sunweb                | 40 pts                |
| 10e                   | Cecilie Uttrup Ludwig | Danemark              | Cervélo Bigla         | 35 pts                |

| Classement par points | Classement par points | Classement par points | Classement par points | Classement par points |
| Coureuse              | Coureuse              | Pays                  | Équipe                | Points                |
| --------------------- | --------------------- | --------------------- | --------------------- | --------------------- |
| 1re                   | Anna van der Breggen  | Pays-Bas              | Boels Dolmans         | 200 pts               |
| 2e                    | Katarzyna Niewiadoma  | Pologne               | Canyon-SRAM Racing    | 150 pts               |
| 3e                    | Elisa Longo Borghini  | Italie                | Wiggle High5          | 125 pts               |
| 4e                    | Chantal Blaak         | Pays-Bas              | Boels Dolmans         | 100 pts               |
| 5e                    | Lucy Kennedy          | Australie             | Mitchelton-Scott      | 85 pts                |
| 6e                    | Janneke Ensing        | Pays-Bas              | Alé Cipollini         | 70 pts                |
| 7e                    | Amanda Spratt         | Australie             | Mitchelton-Scott      | 60 pts                |
| 8e                    | Ashleigh Moolman      | Afrique du Sud        | Cervélo Bigla         | 50 pts                |
| 9e                    | Ellen van Dijk        | Pays-Bas              | Sunweb                | 40 pts                |
| 10e                   | Cecilie Uttrup Ludwig | Danemark              | Cervélo Bigla         | 35 pts                |

| Classement du meilleur jeune | Classement du meilleur jeune | Classement du meilleur jeune | Classement du meilleur jeune | Classement du meilleur jeune |
| Coureuse                     | Coureuse                     | Pays                         | Équipe                       | Points                       |
| ---------------------------- | ---------------------------- | ---------------------------- | ---------------------------- | ---------------------------- |
| 1re                          | Angelica Brogi               | Italie                       | Aromitalia Vaiano            | 6 pts                        |
| 2e                           | Liane Lippert                | Allemagne                    | Sunweb                       | 4 pts                        |
| 3e                           | Abby-Mae Parkinson           | Royaume-Uni                  | Trek-Drops                   | 2 pts                        |

| Classement du meilleur jeune | Classement du meilleur jeune | Classement du meilleur jeune | Classement du meilleur jeune | Classement du meilleur jeune |
| Coureuse                     | Coureuse                     | Pays                         | Équipe                       | Points                       |
| ---------------------------- | ---------------------------- | ---------------------------- | ---------------------------- | ---------------------------- |
| 1re                          | Angelica Brogi               | Italie                       | Aromitalia Vaiano            | 6 pts                        |
| 2e                           | Liane Lippert                | Allemagne                    | Sunweb                       | 4 pts                        |
| 3e                           | Abby-Mae Parkinson           | Royaume-Uni                  | Trek-Drops                   | 2 pts                        |

| Classement par équipes aux points | Classement par équipes aux points | Classement par équipes aux points | Classement par équipes aux points |
| Équipe                            | Équipe                            | Pays                              | Points                            |
| --------------------------------- | --------------------------------- | --------------------------------- | --------------------------------- |
| 1re                               | Boels Dolmans                     | Pays-Bas                          | 331 pts                           |
| 2e                                | Canyon-SRAM Racing                | Allemagne                         | 165 pts                           |
| 3e                                | Mitchelton-Scott                  | Australie                         | 150 pts                           |
| 4e                                | Wiggle High5                      | Royaume-Uni                       | 125 pts                           |
| 5e                                | Alé Cipollini                     | Italie                            | 105 pts                           |
| 6e                                | Cervélo Bigla                     | Danemark                          | 91 pts                            |
| 7e                                | Sunweb                            | Pays-Bas                          | 58 pts                            |
| 8e                                | Hitec Products-Birk Sport         | Norvège                           | 20 pts                            |
| 9e                                | Movistar Team                     | Espagne                           | 16 pts                            |
| 10e                               | Aromitalia Vaiano                 | Italie                            | 15 pts                            |

| Classement par équipes aux points | Classement par équipes aux points | Classement par équipes aux points | Classement par équipes aux points |
| Équipe                            | Équipe                            | Pays                              | Points                            |
| --------------------------------- | --------------------------------- | --------------------------------- | --------------------------------- |
| 1re                               | Boels Dolmans                     | Pays-Bas                          | 331 pts                           |
| 2e                                | Canyon-SRAM Racing                | Allemagne                         | 165 pts                           |
| 3e                                | Mitchelton-Scott                  | Australie                         | 150 pts                           |
| 4e                                | Wiggle High5                      | Royaume-Uni                       | 125 pts                           |
| 5e                                | Alé Cipollini                     | Italie                            | 105 pts                           |
| 6e                                | Cervélo Bigla                     | Danemark                          | 91 pts                            |
| 7e                                | Sunweb                            | Pays-Bas                          | 58 pts                            |
| 8e                                | Hitec Products-Birk Sport         | Norvège                           | 20 pts                            |
| 9e                                | Movistar Team                     | Espagne                           | 16 pts                            |
| 10e                               | Aromitalia Vaiano                 | Italie                            | 15 pts                            |

## Organisation
La course est organisée par RCS qui est présidé par Riccardo Taranto. Le directeur de la section cycliste du groupe est Mauro Vegni.

### Prix
Les prix sont doublés par rapport à l'année précédente. Ils ont donc pour valeurs :
| Position | 1er     | 2e      | 3e      | 4e    | 5e    | 6e    | 7e    | 8e    | 9e    | 10e   |
| Prix     | 2 256 € | 1 692 € | 1 128 € | 676 € | 564 € | 508 € | 450 € | 396 € | 338 € | 282 € |

En sus, les coureuses placées de la 11e à la 15e place gagnent 226 €, celles placées de la 16e à la 20e place 168 €.

## Liste des participantes
| Légende | Légende                                                                    | Légende | Légende                                                    |
| ------- | -------------------------------------------------------------------------- | ------- | ---------------------------------------------------------- |
| Num     | Dossard de départ porté par le coureur sur ces Strade Bianche              | Pos     | Position à l'arrivée de la course                          |
|         | Indique un maillot de champion national ou mondial, suivi de sa spécialité | NP      | Indique un coureur qui n'a pas pris le départ de la course |
| AB      | Indique un coureur qui n'a pas terminé la course                           | HD      | Indique un coureur qui a terminé la course hors des délais |

| Wiggle High5 WHT                | Wiggle High5 WHT                   | Wiggle High5 WHT |
| ------------------------------- | ---------------------------------- | ---------------- |
| Num                             | Coureur                            | Pos              |
| 1                               | Elisa Longo Borghini (ITA) (route) | 3e               |
| 2                               | Audrey Cordon (FRA)                | AB               |
| 3                               | Eri Yonamine (JPN) (route)         | 45e              |
| 4                               | Julie Leth (DEN)                   | AB               |
| 5                               | Martina Ritter (AUT) (route)       | 46e              |
| 6                               | Emilia Fahlin (SWE) 59e            |                  |
| Directeur sportif : Allan Davis |                                    |                  |

| Alé Cipollini ALE                       | Alé Cipollini ALE       | Alé Cipollini ALE |
| --------------------------------------- | ----------------------- | ----------------- |
| Num                                     | Coureur                 | Pos               |
| 11                                      | Marta Bastianelli (ITA) | 11e               |
| 12                                      | Janneke Ensing (NED)    | 6e                |
| 13                                      | Mayuko Hagiwara (JPN)   | AB                |
| 14                                      | Soraya Paladin (ITA)    | 26e               |
| 15                                      | Karlijn Swinkels (NED)  | AB                |
| 16                                      | Anna Trevisi (ITA)      | AB                |
| Directeur sportif : Fortunato Lacquanti |                         |                   |

| Aromitalia Vaiano VAI              | Aromitalia Vaiano VAI   | Aromitalia Vaiano VAI |
| ---------------------------------- | ----------------------- | --------------------- |
| Num                                | Coureur                 | Pos                   |
| 21                                 | Rasa Leleivytė (LTU)    | AB                    |
| 22                                 | Michela Balducci (ITA)  | HD                    |
| 23                                 | Angelica Brogi (ITA)    | 14e                   |
| 24                                 | Lija Laizane (LAT)      | HD                    |
| 25                                 | Giulia Marchesini (ITA) | AB                    |
| 26                                 | Nicole Nesti (ITA)      | AB                    |
| Directeur sportif : Matteo Ferrari |                         |                       |

| Astana Women's ASA                       | Astana Women's ASA           | Astana Women's ASA |
| ---------------------------------------- | ---------------------------- | ------------------ |
| Num                                      | Coureur                      | Pos                |
| 31                                       | Sofia Beggin (ITA)           | HD                 |
| 32                                       | Sofia Bertizzolo (ITA)       | AB                 |
| 33                                       | Jeidy Pradera Bernal (CUB)   | AB                 |
| 34                                       | Natalya Saifutdinova (KAZ)   | 54e                |
| 35                                       | Arlenis Sierra (CUB) (route) | 53e                |
| 36                                       | Lara Vieceli (ITA)           | AB                 |
| Directeur sportif : Pierangelo Dal Colle |                              |                    |

| Bepink BPK                      | Bepink BPK                    | Bepink BPK |
| ------------------------------- | ----------------------------- | ---------- |
| Num                             | Coureur                       | Pos        |
| 41                              | Francesca Pattaro (ITA)       | AB         |
| 42                              | Erica Magnaldi (ITA)          | 37e        |
| 43                              | Lisa Morzenti (ITA)           | AB         |
| 44                              | Nikola Nosková (CZE) (route)  | AB         |
| 45                              | Katia Ragusa (ITA)            | HD         |
| 46                              | Maria Vittoria Sperotto (ITA) | AB         |
| Directeur sportif : Walter Zini |                               |            |

| Boels Dolmans DLT              | Boels Dolmans DLT               | Boels Dolmans DLT |
| ------------------------------ | ------------------------------- | ----------------- |
| Num                            | Coureur                         | Pos               |
| 51                             | Jip van den Bos (NED)           | 44e               |
| 52                             | Anna van der Breggen (NED)      | 1re               |
| 53                             | Chantal Blaak (NED) (route)     | 4e                |
| 54                             | Megan Guarnier (USA)            | 12e               |
| 55                             | Christine Majerus (LUX) (route) | 38e               |
| 56                             | Karol-Ann Canuel (CAN)          | 36e               |
| Directeur sportif : Danny Stam |                                 |                   |

| BTC City Ljubljana BTC           | BTC City Ljubljana BTC        | BTC City Ljubljana BTC |
| -------------------------------- | ----------------------------- | ---------------------- |
| Num                              | Coureur                       | Pos                    |
| 61                               | Eugenia Bujak (POL)           | 28e                    |
| 62                               | Polona Batagelj (SLO) (route) | AB                     |
| 63                               | Ursa Pintar (SLO)             | AB                     |
| 64                               | Urška Žigart (SLO)            | HD                     |
| 65                               | Hanna Nilsson (SWE)           | AB                     |
| 66                               | Anastasiia Iakovenko (RUS)    | HD                     |
| Directeur sportif : Gorazd Penko |                               |                        |

| Canyon-SRAM Racing CSR          | Canyon-SRAM Racing CSR        | Canyon-SRAM Racing CSR |
| ------------------------------- | ----------------------------- | ---------------------- |
| Num                             | Coureur                       | Pos                    |
| 71                              | Pauline Ferrand-Prévot (FRA ) | 48e                    |
| 72                              | Alena Amialiusik (BLR)        | 15e                    |
| 73                              | Hannah Barnes (GBR)           | 51e                    |
| 74                              | Elena Cecchini (ITA)          | 19e                    |
| 75                              | Tiffany Cromwell (AUS )       | AB                     |
| 76                              | Katarzyna Niewiadoma (POL)    | 2e                     |
| Directeur sportif : Ronny Lauke |                               |                        |

| Cervélo Bigla CBT                  | Cervélo Bigla CBT           | Cervélo Bigla CBT |
| ---------------------------------- | --------------------------- | ----------------- |
| Num                                | Coureur                     | Pos               |
| 81                                 | Ann-Sophie Duyck (BEL)      | 49e               |
| 82                                 | Clara Koppenburg (GER)      | 31e               |
| 83                                 | Lötta Lepistö (FIN) (route) | 35e               |
| 84                                 | Cecilie Uttrup Ludwig (DEN) | 10e               |
| 85                                 | Ashleigh Moolman (RSA)      | 8e                |
| Directeur sportif : Thomas Campana |                             |                   |

| Cylance CPC                        | Cylance CPC                 | Cylance CPC |
| ---------------------------------- | --------------------------- | ----------- |
| Num                                | Coureur                     | Pos         |
| 91                                 | Giorgia Bronzini (ITA)      | AB          |
| 92                                 | Marta Tagliaferro (ITA )    | NP          |
| 93                                 | Sheyla Gutierrez Ruiz (ESP) | AB          |
| 94                                 | Rossella Ratto (ITA )       | 42e         |
| 95                                 | Omer Shapira (ISR )         | AB          |
| 96                                 | Lauren Stephens (USA )      | AB          |
| Directeur sportif : Manel Lacambra |                             |             |

| Eurotarget-Bianchi-Vitasana SBT      | Eurotarget-Bianchi-Vitasana SBT | Eurotarget-Bianchi-Vitasana SBT |
| ------------------------------------ | ------------------------------- | ------------------------------- |
| Num                                  | Coureur                         | Pos                             |
| 101                                  | Gloria Manzoni (ITA)            | AB                              |
| 102                                  | Nicole D'agostin (ITA)          | HD                              |
| 103                                  | Debora Silvestri (ITA)          | AB                              |
| 104                                  | Alice Gasparini (ITA)           | AB                              |
| 105                                  | Ana Maria Covrig (ROM) (route)  | AB                              |
| Directeur sportif : Giovanni Fidanza |                                 |                                 |

| FDJ-Nouvelle Aquitaine-Futuroscope FUT | FDJ-Nouvelle Aquitaine-Futuroscope FUT | FDJ-Nouvelle Aquitaine-Futuroscope FUT |
| -------------------------------------- | -------------------------------------- | -------------------------------------- |
| Num                                    | Coureur                                | Pos                                    |
| 111                                    | Shara Gillow (AUS)                     | HD                                     |
| 112                                    | Eugénie Duval (FRA)                    | AB                                     |
| 113                                    | Victorie Guilman (FRA)                 | 41e                                    |
| 114                                    | Lauren Kitchen (AUS)                   | AB                                     |
| 115                                    | Greta Richioud (FRA)                   | AB                                     |
| 116                                    | Rozanne Slik (NED)                     | 30e                                    |
| Directeur sportif : Nicolas Maire      |                                        |                                        |

| Hitec Products HPU            | Hitec Products HPU       | Hitec Products HPU |
| ----------------------------- | ------------------------ | ------------------ |
| Num                           | Coureur                  | Pos                |
| 121                           | Tatiana Guderzo (ITA)    | 13e                |
| 122                           | Susanne Andersen (NOR)   | HD                 |
| 123                           | Vita Heine (NOR) (route) | 47e                |
| 124                           | Ingrid Moe (NOR)         | AB                 |
| 125                           | Camilla Mollebro (DEN)   | AB                 |
| 126                           | Thea Thorsen (NOR)       | HD                 |
| Directeur sportif : Karl Lima |                          |                    |

| Lotto Soudal LSL                      | Lotto Soudal LSL          | Lotto Soudal LSL |
| ------------------------------------- | ------------------------- | ---------------- |
| Num                                   | Coureur                   | Pos              |
| 131                                   | Demi de Jong (NED)        | 55e              |
| 134                                   | Puck Moonen (NED)         | AB               |
| 135                                   | Kelly van den Steen (BEL) | AB               |
| 136                                   | Julie van de Velde (BEL)  | 39e              |
| Directeur sportif : Danny Schoonbaert |                           |                  |

| Mitchelton-Scott MTS           | Mitchelton-Scott MTS           | Mitchelton-Scott MTS |
| ------------------------------ | ------------------------------ | -------------------- |
| Num                            | Coureur                        | Pos                  |
| 141                            | Amanda Spratt (AUS)            | 7e                   |
| 142                            | Gracie Elvin (AUS)             | 58e                  |
| 143                            | Sarah Roy (AUS)                | 57e                  |
| 144                            | Jenelle Crooks (AUS)           | AB                   |
| 145                            | Georgia Williams (NZL) (route) | 18e                  |
| 146                            | Lucy Kennedy (AUS)             | 5e                   |
| Directeur sportif : Gene Bates |                                |                      |

| Movistar MOV                   | Movistar MOV              | Movistar MOV |
| ------------------------------ | ------------------------- | ------------ |
| Num                            | Coureur                   | Pos          |
| 151                            | Aude Biannic (FRA)        | 34e          |
| 152                            | Alicia Gonzalez (ESP)     | 20e          |
| 153                            | Malgorzata Jasinska (POL) | 52e          |
| 154                            | Lourdes Oyarbide (ESP)    | 32e          |
| 155                            | Rachel Neylan (AUS)       | 25e          |
| 156                            | Alba Teruel (ESP)         | AB           |
| Directeur sportif : Jorge Sanz |                           |              |

| SC Michela Fanini Rox MIC          | SC Michela Fanini Rox MIC        | SC Michela Fanini Rox MIC |
| ---------------------------------- | -------------------------------- | ------------------------- |
| Num                                | Coureur                          | Pos                       |
| 161                                | Francesca Balducci (ITA)         | AB                        |
| 162                                | Anna Ceoloni (ITA)               | HD                        |
| 163                                | Lilibeth Chacon (VEN)            | AB                        |
| 164                                | Monika Kiraly (HUN)              | AB                        |
| 165                                | Yevgeniya Vysotska (UKR) (route) | HD                        |
| 166                                | Olha Shekel (UKR)                | AB                        |
| Directeur sportif : Mirko Puglioli |                                  |                           |

| Servetto Stradalli SER            | Servetto Stradalli SER | Servetto Stradalli SER |
| --------------------------------- | ---------------------- | ---------------------- |
| Num                               | Coureur                | Pos                    |
| 171                               | Argiro Milaki (GRE )   | AB                     |
| 172                               | Katja Jeretina (SLO )  | AB                     |
| 173                               | Rosalia Ortiz (ESP )   | AB                     |
| 174                               | Anna Potokina (RUS)    | AB                     |
| 175                               | Paula Sanmartin (ESP ) | AB                     |
| 176                               | Sara Casasola (ITA)    | AB                     |
| Directeur sportif : Dario Rossino |                        |                        |

| Sunweb SUN                          | Sunweb SUN            | Sunweb SUN |
| ----------------------------------- | --------------------- | ---------- |
| Num                                 | Coureur               | Pos        |
| 181                                 | Lucinda Brand (NED)   | 17e        |
| 182                                 | Juliette Labous (FRA) | 33e        |
| 183                                 | Liane Lippert (GER)   | 16e        |
| 184                                 | Coryn Rivera (USA)    | AB         |
| 185                                 | Ellen van Dijk (NED)  | 9e         |
| 186                                 | Ruth Winder (USA)     | 29e        |
| Directeur sportif : Hans Timmermans |                       |            |

| Virtu TVC                        | Virtu TVC                 | Virtu TVC |
| -------------------------------- | ------------------------- | --------- |
| Num                              | Coureur                   | Pos       |
| 191                              | Katrine Aalerud (NOR)     | AB        |
| 192                              | Barbara Guarischi (ITA)   | HD        |
| 193                              | Claudia Koster (NED)      | AB        |
| 194                              | Christina Siggaard (DEN)  | 50e       |
| 195                              | Sara Penton (SWE) (route) | HD        |
| 196                              | Doris Schweizer (SUI)     | AB        |
| Directeur sportif : Carmen Small |                           |           |

| Top Girls Fassa Bortolo TOP      | Top Girls Fassa Bortolo TOP | Top Girls Fassa Bortolo TOP |
| -------------------------------- | --------------------------- | --------------------------- |
| Num                              | Coureur                     | Pos                         |
| 201                              | Laura Tomasi (ITA)          | AB                          |
| 202                              | Vania Canvelli (ITA)        | AB                          |
| 203                              | Chiara Perini (ITA)         | AB                          |
| 204                              | Francesca Pisciali (ITA)    | HD                          |
| 205                              | Nadia Quagliotto (ITA)      | AB                          |
| 206                              | Beatrice Rossato (ITA)      | AB                          |
| Directeur sportif : Lucio Rigato |                             |                             |

| Trek-Drops DRP                 | Trek-Drops DRP           | Trek-Drops DRP |
| ------------------------------ | ------------------------ | -------------- |
| Num                            | Coureur                  | Pos            |
| 211                            | Eva Buurman (NED)        | 40e            |
| 212                            | Elizabeth Holden (GBR)   | 43e            |
| 213                            | Abby-Mae Parkinson (GBR) | 22e            |
| 214                            | Abigail Van Twisk (GBR)  | AB             |
| 216                            | Tayler Wiles (USA)       | 27e            |
| Directeur sportif : Bob Varney |                          |                |

| Valcar-PBM VAL                    | Valcar-PBM VAL          | Valcar-PBM VAL |
| --------------------------------- | ----------------------- | -------------- |
| Num                               | Coureur                 | Pos            |
| 221                               | Silvia Persico (ITA)    | 56e            |
| 222                               | Chiara Consonni (ITA)   | AB             |
| 223                               | Marta Cavalli (ITA)     | HD             |
| 224                               | Ilaria Sanguineti (ITA) | AB             |
| 225                               | Alessia Vigilia (ITA)   | AB             |
| 226                               | Chiara Zanettin (ITA)   | AB             |
| Directeur sportif : Davide Arzeni |                         |                |

| WaowDeals WAD                         | WaowDeals WAD              | WaowDeals WAD |
| ------------------------------------- | -------------------------- | ------------- |
| Num                                   | Coureur                    | Pos           |
| 231                                   | Riejanne Markus (NED)      | 21e           |
| 232                                   | Jeanne Korevaar (NED)      | 24e           |
| 233                                   | Anouska Koster (NED)       | 23e           |
| 234                                   | Pauliena Rooijakkers (NED) | HD            |
| 236                                   | Monique van de Ree (NED)   | AB            |
| Directeur sportif : Jeroen Blijlevens |                            |               |

Source,.